# Cal Susèn
Cal Susèn és un edifici del municipi de Saldes (Berguedà) inclosa en l'Inventari del Patrimoni Arquitectònic de Catalunya.

## Descripció
Es tracta d'una masia de secció quadrada, amb el carener perpendicular a la façana principal i orientada a ponent. La façana deixa veure els seus dos pisos gràcies a un seguit d'elegants porxades d'arc de mig punt rebaixats, sustentades per massisses columnes rematades amb una peça plana com a capitell. La balconada de l'eixida és de fusta, igual que les llindes de portes i finestres. Les obertures de migdia i llevant i ponent són mínimes i reduïdes en simples finestres quadrades que, degut a l'amplada dels murs, són de gran profunditat. L'eixida és una ampliació de la masia, pròpia del segle xviii.

## Història
La masia fou construïda al bell mig de la vall de Saldes, amb el Pedraforca de fons i ampliada al segle xviii, amb l'elegant eixida. És una de les masies més boniques de l'Alt Berguedà. Des del 1997 és la seu del càmping Susèn. El 2008 s'hi instal·là un camp d'energia solar, el primer del municipi.